# 社会主义替代未来
社会主义替代未来（捷克语：Socialistická alternativa Budoucnost）是捷克的一个托洛茨基主义政党。该党成立于1990年，由活跃于天鹅绒革命中的一些学生建立。1994年，该党成为国际社会主义替代支部。该党的意识形态是社会主义、马克思主义、托洛茨基主义。该党的政治立场是极左翼。该党出版刊物《未来》。